# Campeonato Mundial de Patinaje de Velocidad sobre Hielo en Distancia Individual de 2020
El XX Campeonato Mundial de Patinaje de Velocidad sobre Hielo en Distancia Individual se celebró en Salt Lake City (Estados Unidos) entre el 13 y el 16 de febrero de 2020 bajo la organización de la Unión Internacional de Patinaje sobre Hielo (ISU) y la Federación Estadounidense de Patinaje sobre Hielo.
Las competiciones se realizaron en el Óvalo Olímpico de Utah.

## Medallistas

### Masculino
| Evento                          | Oro                                                                    | Plata                                                          | Bronce                                                                    |
| ------------------------------- | ---------------------------------------------------------------------- | -------------------------------------------------------------- | ------------------------------------------------------------------------- |
| 500 m (14.02)                   | Pavel Kulizhnikov · Rusia · 33,72 s                                    | Ruslan Murashov · Rusia · 33,99 s                              | Tatsuya Shinhama Japón 34,03 s                                            |
| 1000 m (15.02)                  | Pavel Kulizhnikov · Rusia · 1:05,697 RM                                | Kjeld Nuis · Países Bajos · 1:06,730                           | Laurent Dubreuil · Canadá · 1:06,765                                      |
| 1500 m (16.02)                  | Kjeld Nuis · Países Bajos · 1:41,664                                   | Thomas Krol · Países Bajos · 1:41,735                          | Joey Mantia Estados Unidos 1:42,164                                       |
| 5000 m (13.02)                  | Ted-Jan Bloemen · Canadá · 6:04,375                                    | Sven Kramer · Países Bajos · 6:04,918                          | Graeme Fish · Canadá · 6:06,328                                           |
| 10 000 m (14.02)                | Graeme Fish · Canadá · 12:33,868 RM                                    | Ted-Jan Bloemen · Canadá · 12:45,010                           | Patrick Beckert · Alemania · 12:47,934                                    |
| Velocidad por equipos (13.02)   | Países Bajos · Dai Dai N'tab · Kai Verbij · Thomas Krol · 1:18,187     | China Gao Tingyu Wang Shiwei Ning Zhongyan 1:18,533            | Noruega · Bjørn Magnussen · Håvard Lorentzen · Odin By Farstad · 1:19,545 |
| Persecución por equipos (15.02) | Países Bajos · Sven Kramer · Douwe de Vries · Marcel Bosker · 3:34,687 | Japón Seitaro Ichinohe Riku Tsuchiya Shane Williamson 3:36,416 | Rusia · Serguei Trofimov · Ruslan Zajarov · Danila Semerikov · 3:37,247   |
| Salida en grupo (16.02)         | Jorrit Bergsma · Países Bajos · 7:39,490                               | Jordan Belchos · Canadá · 7:39,790                             | Antoine Gélinas-Beaulieu · Canadá · 7:40,270                              |

### Femenino
| Evento                          | Oro                                                                   | Plata                                                                      | Bronce                                                                    |
| ------------------------------- | --------------------------------------------------------------------- | -------------------------------------------------------------------------- | ------------------------------------------------------------------------- |
| 500 m (14.02)                   | Nao Kodaira Japón 36,69 s                                             | Anguelina Golikova · Rusia · 36,74 s                                       | Olga Fatkulina · Rusia · 36,78 s                                          |
| 1000 m (15.02)                  | Jutta Leerdam · Países Bajos · 1:11,84                                | Olga Fatkulina · Rusia · 1:12,33                                           | Miho Takagi Japón 1:12,34                                                 |
| 1500 m (16.02)                  | Ireen Wüst · Países Bajos · 1:50,925                                  | Yevgueniya Lalenkova · Rusia · 1:51,137                                    | Yelizaveta Kazelina · Rusia · 1:51,418                                    |
| 3000 m (13.02)                  | Martina Sáblíková · República Checa · 3:54,252                        | Carlijn Achtereekte · Países Bajos · 3:54,924                              | Natalia Voronina · Rusia · 3:55,540                                       |
| 5000 m (15.02)                  | Natalia Voronina · Rusia · 6:39,021 RM                                | Martina Sáblíková · República Checa · 6:41,184                             | Esmee Visser · Países Bajos · 6:46,685                                    |
| Velocidad por equipos (13.02)   | Países Bajos · Femke Kok · Jutta Leerdam · Letitia de Jong · 1:24,029 | Rusia · Anguelina Golikova · Olga Fatkulina · Daria Kachanova · 1:24,509   | Polonia · Andżelika Wójcik · Kaja Ziomek · Natalia Czerwonka · 1:25,378   |
| Persecución por equipos (14.02) | Japón Nana Takagi Ayano Sato Miho Takagi 3:50,766                     | Países Bajos · Antoinette de Jong · Ireen Wüst · Melissa Wijfje · 3:52,656 | Canadá · Ivanie Blondin · Valérie Maltais · Isabelle Weidemann · 3:53,628 |
| Salida en grupo (16.02)         | Ivanie Blondin · Canadá · 8:14,020                                    | Kim Bo-Reum Corea del Sur 8:14,220                                         | Irene Schouten · Países Bajos · 8:14,320                                  |

## Medallero
| Núm. | País            | Oro | Plata | Bronce | Total |
| ---- | --------------- | --- | ----- | ------ | ----- |
| 1    | Países Bajos    | 7   | 5     | 2      | 14    |
| 2    | Rusia           | 3   | 5     | 4      | 12    |
| 3    | Canadá          | 3   | 2     | 4      | 9     |
| 4    | Japón           | 2   | 1     | 2      | 5     |
| 5    | República Checa | 1   | 1     | 0      | 2     |
| 6    | China           | 0   | 1     | 0      | 1     |
| 6    | Corea del Sur   | 0   | 1     | 0      | 1     |
| 8    | Alemania        | 0   | 0     | 1      | 1     |
| 8    | Estados Unidos  | 0   | 0     | 1      | 1     |
| 8    | Noruega         | 0   | 0     | 1      | 1     |
| 8    | Polonia         | 0   | 0     | 1      | 1     |
|      | TOTAL           | 16  | 16    | 16     | 48    |